# Diadromus shakotanus
Diadromus shakotanus är en stekelart som beskrevs av Tohru Uchida 1936. Diadromus shakotanus ingår i släktet Diadromus och familjen brokparasitsteklar. Inga underarter finns listade i Catalogue of Life.